# Liste der Staatsoberhäupter 1228
Übersicht
◄◄ | ◄ | 1224 | 1225 | 1226 | 1227 | Liste der Staatsoberhäupter 1228 | 1229 | 1230 | 1231 | 1232 | ► | ►►

Weitere Ereignisse

## Afrika
- Ägypten (Ayyubiden)
  - Sultan: Al-Kamil (1218–1238)

- Äthiopien
  - Kaiser (Negus Negest): Yetbarak (1207–1247) (1260–1268)

- Kanem-Bornu (Sefuwa-Dynastie)
  - König: Dunama II. Dibbalemi (1203–1242)

- Marokko (Almohaden)
  - Kalif: Idris I. al-Mamun (1227–1232)

## Amerika
- Inkareich
  - Sinchi: Manco Cápac (ca. 1200–ca. 1230)

## Asien
- Bagan
  - König: Nantaungmya (1210–1234)

- Champa
  - König: Jaya Paramesvara Varman II. (1220–1252)

- China
  - Jin-Dynastie (in Nordchina)
    - Kaiser: Aizong (1224–1234)

  - Nördliche Song
    - Kaiser: Lizong (1224–1264)

- Georgien
  - König: Rusudan (1223–1245)

- Indien
  - Ahom (Assam)
    - König: Sukaphaa (1228–1268)

  - Chola (in Südindien)
    - König: Rajaraja Chola III. (1218–1256)

  - Delhi
    - Sultan: Altamsh (1211–1236)

  - Hoysala (im heutigen Karnataka)
    - König: Vira Narasimha II. (1220–1235)

  - Pandya (in Südindien)
    - König: Maravarman Sundara Pandya (1216–1238)

- Iran (Choresmier)
  - Sultan: Dschalal ad-Din (1220–1231)

- Japan
  - Kaiser: Go-Horikawa (1221–1232)
  - Shōgun (Kamakura): Kujō Yoritsune (1226–1244)

- Kalifat der Abbasiden
  - Kalif: Al-Mustansir (1226–1242)

- Kambuja (Khmer)
  - König: Indravarman III. (1220–1243)

- Kleinarmenien
  - Königin: Isabella (1219–1252)
  - König: Hethum I. (1226–1269)

- Korea (Goryeo-Dynastie)
  - König: Gojong (1213–1259)

- Kreuzfahrerstaaten
  - Königreich Jerusalem
    - Königin: Isabella II. von Brienne (1212–1228)
    - König: Friedrich (1225–1228)
    - König: Konrad II. (1228–1254)

  - Fürstentum Antiochia
    - Fürst: Bohemund IV. (1201–1216) (1219–1233)

  - Grafschaft Tripolis
    - Graf:  Bohemund IV. (1189–1233)

- Mongolei
  - Regent: Tolui Khan (1227–1229)

- Ryūkyū-Inseln
  - König: Shunten (1187–1238)

- Seldschuken
  - Rum-Seldschuken
    - Sultan: Kai Kobad I. (1220–1237)

- Trapezunt
  - Kaiser: Andronikos I. Gidos (1222–1235)

- Vietnam (Tran-Dynastie)
  - Kaiser: Trần Cảnh (1226–1258)

## Europa
- Achaia
  - Fürst: Gottfried I. von Villehardouin (1209–1228)
  - Fürst: Gottfried II. von Villehardouin (1228–1246)

- Archipelagos
  - Herzog: Angelo (1227–1262)

- Athen
  - Herzog: Guido I. de la Roche (1225–1263)

- Bulgarien
  - Zar: Iwan Assen II. (1218–1241)

- Byzantinisches Reich
  - Kaiserreich Nikaia
    - Kaiser: Johannes III. Dukas Vatatzes (1222–1254)

  - Lateinisches Kaiserreich
    - Kaiser: Robert von Courtenay (1217–1228)
    - Kaiser: Balduin II. (1228–1261)

- Dänemark
  - König: Waldemar II. (1202–1241)

- England
  - König: Heinrich III. (1216–1272)

- Epirus
  - Despot: Theodoros I. Angelos (1214–1230)

- Frankreich
  - König: Ludwig IX.  (1226–1270)
  - Angoulême
    - Graf: Hugo X. von Lusignan (1219–1249)
    - Graf: Peter Géraud (1219–1241)

  - Auvergne (Grafschaft)
    - Graf: Wilhelm X. (1224–1247)

  - Auvergne (Dauphiné)
    - Dauphin: Robert I. (1169–1234)

  - Auxerre
    - Gräfin: Mathilde von Courtenay (1192–1257)

  - Bar
    - Graf: Heinrich II. (1214–1239)

  - Blois
    - Gräfin: Margarete (1218–1230)

  - Boulogne
    - Gräfin: Mathilde (1227–1262)
    - Graf: Philipp Hurepel (1227–1234) (de iure uxoris)

  - Bourbon
    - Herrin: Mathilde (Mahaut) I. (1171–1228)
    - Herr: Archambault VIII. (1216–1242)

  - Bretagne
    - Herzog: Johann I. (1221–1286) (bis 1237 Regentschaft seines Vaters)
      - Regent: Peter Mauclerc (1213–1237)

  - Burgund (Herzogtum)
    - Herzog: Hugo IV. (1218–1272)

  - Burgund (Freigrafschaft)
    - Pfalzgräfin: Beatrix II. (1205–1231)

  - Chalon-sur-Saône
    - Graf: Johann (1227–1237)

  - Champagne
    - Graf: Theobald IV. (1201–1253)

  - Chartres
    - Gräfin: Elisabeth (Isabella) (1218–1248)

  - Comminges
    - Graf: Bernard V. (1225–1241)

  - Dauphiné
    - Gräfin: Beatrix (1162–1228)
    - Graf: Guigues VI. (1228–1237)

  - Dreux
    - Graf: Robert III. (1218–1234)

  - Eu
    - Graf: Rudolf II. (1219–1246)

  - Foix
    - Graf: Roger-Bernard II. der Große (1223–1241)

  - Forez
    - Graf: Guigues IV. (1203–1241)

  - Guînes
    - Graf: Balduin II. (1220/21–1245/47)

  - Limoges
    - Vizegraf: Guido V. (1199–1230)

  - Mâcon
    - Graf: Alix (1224–1239)

  - Marche
    - Graf: Hugo X. von Lusignan (1219–1249)

  - Narbonne
    - Vizegraf: Aimery III. (1202–1239)

  - Nevers
    - Gräfin: Mathilde von Courtenay (1192–1257)

  - Orange
    - Fürst: Raimund I. (1219–1282)

  - Penthièvre
    - Graf: Heinrich I. (1212–1230)

  - Périgord
    - Graf: Archambaud II. (1212–1245)

  - Provence
    - Graf: Raimund Berengar V. (1219–1245)

  - Rethel
    - Graf: Hugo III. (1227–1242/43)

  - Rodez
    - Graf: Hugo IV. (1221–1274)

  - Rouergue
    - Graf: Raimund VII. (1222–1249)

  - Saint-Pol
    - Graf: Hugo V. (1226–1248)

  - Sancerre
    - Graf: Ludwig I. (1218–1268)

  - Soissons
    - Graf: Raoul I. (1180–1235/37)

  - Tonnerre
    - Gräfin: Mathilde von Courtenay (1192–1257)

  - Toulouse
    - Graf: Raimund VII. (1222–1249)

  - Uzès
    - Herr: Bermond II. d’Uzès (1209–1254)

  - Vaudémont
    - Graf: Hugo II. (1188–1242)

  - Vendôme
    - Graf: Johann IV. (1217–1230)

- Heiliges Römisches Reich
  - König: Friedrich II. (1212–1250) (ab 1220 Kaiser)
  - geistliche Fürstentümer
    - Hochstift Augsburg
      - Bischof: Siboto von Seefeld (1227–1247)

    - Hochstift Bamberg
      - Bischof: Ekbert von Andechs-Meran (1203–1237)

    - Hochstift Basel
      - Bischof: Heinrich von Thun (1216–1238)

    - Erzstift Besançon
      - Erzbischof: Nicolas de Flavigny (1227–1235)

    - Hochstift Brandenburg
      - Bischof: Gernot (1222–1241)

    - Erzstift Bremen-Hamburg
      - Erzbischof/Bischof: Gebhard II. zur Lippe (1219–1258)

    - Hochstift Brixen
      - Bischof: Heinrich von Taufers (1224–1239)

    - Hochstift Cambrai
      - Bischof: Godefroid de Fontaines (1219–1237/38)

    - Hochstift Cammin
      - Bischof: Konrad II. (1219–1233)

    - Hochstift Chur
      - Bischof: Berthold I. von Helfenstein (1228–1233)

    - Hochstift Eichstätt
      - Bischof: Heinrich I. von Zipplingen (1225–1228)
      - Bischof: Heinrich II. von Dischingen (1228–1231)

    - Hochstift Freising
      - Bischof: Gerold von Waldeck (1220–1230)

    - Hochstift Genf
      - Bischof: Aymo von Grandson (1215–1260)

    - Hochstift Halberstadt
      - Bischof: Friedrich von Kirchberg (1209–1236)

    - Hochstift Havelberg
      - Bischof: Wilhelm (1220–1244)

    - Hochstift Hildesheim
      - Bischof: Konrad II. von Hildesheim (1221–1246)

    - Erzstift Köln
      - Erzbischof: Heinrich I. von Müllenark (1225–1238)

    - Hochstift Konstanz
      - Bischof: Konrad II. von Tegerfelden (1208–1233)

    - Hochstift Lausanne
      - Bischof: Guillaume I. d’Ecublens (1221–1229)

    - Hochstift Lübeck
      - Bischof: Berthold (1210–1230)

    - Hochstift Lüttich
      - Bischof: Hugo II. von Pierrepont (1200–1229)

    - Erzstift Magdeburg
      - Erzbischof: Albrecht I. von Käfernburg (1205–1232)

    - Erzstift Mainz
      - Erzbischof: Siegfried II. von Eppstein (1200–1230)

    - Hochstift Meißen
      - Bischof: Bruno II. von Porstendorf (1209–1228)
      - Bischof: Heinrich (1228–1240)

    - Hochstift Merseburg
      - Bischof: Ekkehard Rabil (1215–1240)

    - Hochstift Metz
      - Bischof: Johann I. von Apremont (1224–1238) (1217–1224 Bischof von Verdun)

    - Hochstift Minden
      - Bischof: Konrad I. von Rüdenberg (1209–1237)

    - Hochstift Münster
      - Bischof: Ludolf von Holte (1226–1247)

    - Hochstift Naumburg
      - Bischof: Engelhard (1206/07–1242)

    - Hochstift Osnabrück
      - Bischof: Konrad I. von Velber (1227–1238)

    - Hochstift Paderborn
      - Bischof: Wilbrand von Oldenburg (1225–1227/28) (1227/28–1235 Bischof von Utrecht)
      - Bischof: Bernhard IV. zur Lippe (1228–1247)

    - Hochstift Passau
      - Bischof: Gebhard I. von Plain (1222–1232)

    - Hochstift Ratzeburg
      - Bischof: Heinrich I. (1215–1228)
      - Bischof: Lambert von Barmstede (1228)
      - Bischof: Gottschalk (1228–1235)

    - Hochstift Regensburg
      - Bischof: Siegfried (1227–1246)

    - Erzstift Salzburg
      - Erzbischof: Eberhard von Regensberg (1200–1246) (1196–1200 Bischof von Brixen)

    - Hochstift Schwerin
      - Bischof: Brunward (1191–1238)

    - Hochstift Sitten
      - Bischof: Landri de Mont (1205/06–1237)

    - Hochstift Speyer
      - Bischof: Beringer von Entringen (1224–1232)

    - Hochstift Straßburg
      - Bischof: Berthold I. von Teck (1223–1244)

    - Hochstift Toul
      - Bischof: Eudes II. de Sorcy (1219–1228)
      - Bischof: Garin (1228–1230)

    - Hochstift Trient
      - Bischof: Gerardo I. Oscasali (1223–1232)

    - Erzstift Trier
      - Erzbischof: Theoderich von Wied (1212–1242)

    - Hochstift Utrecht
      - Bischof: Wilbrand von Oldenburg (1227–1233)

    - Hochstift Verden
      - Bischof: Iso von Wölpe (1205–1231)

    - Hochstift Verdun
      - Bischof: Rudolf von Thourotte (1224–1245)

    - Hochstift Worms
      - Bischof: Heinrich II. von Saarbrücken (1217–1234)

    - Hochstift Würzburg
      - Bischof: Hermann I. von Lobdeburg (1225–1254)

  - weltliche Fürstentümer
    - Anhalt
      - Fürst: Heinrich I. (1212–1252)

    - Baden
      - Markgraf: Hermann V. (1190–1243)

    - Bayern
      - Herzog: Ludwig I. der Kelheimer (1183–1231)

    - Berg
      - Graf: Heinrich IV. von Limburg (1225–1246)

    - Böhmen
      - König: Ottokar I. (1192–1193) (1198–1230)

    - Brabant und Niederlothringen
      - Herzog: Heinrich I. (1183–1235) (ab 1190 in Niederlothringen)

    - Brandenburg
      - Johanneische Linie (Stendal)
        - Markgraf:  Johann I. (1220–1266)

      - Ottonische Linie (Salzwedel)
        - Markgraf: Otto III. (1220–1267)

    - Flandern
      - Gräfin: Johanna (1205–1244)

    - Geldern
      - Graf: Gerhard IV. (1207–1229)

    - Hennegau
      - Gräfin: Johanna (1205–1244)

    - Hohenzollern
      - Graf: Friedrich IV. (1218–1251/55)

    - Holland
      - Graf: Florens IV. (1222–1234)

    - Holstein
      - Graf: Adolf IV. (1227–1238)

    - Jülich
      - Graf: Wilhelm IV. (1219–1278)

    - Kärnten
      - Herzog: Bernhard (1202–1256)

    - Kleve
      - Graf: Dietrich IV./VI. (1202–1260)

    - Lausitz
      - Markgraf: Heinrich IV. der Erlauchte (1221–1288)

    - Limburg
      - Herzog: Heinrich IV. (1226–1246)

    - Lippe
      - Herr: Hermann II. (1196–1229)

    - Lothringen (Herrscherliste)
      - Niederlothringen siehe Brabant
      - Oberlothringen
        - Herzog: Matthäus II. (1220–1251)

    - Luxemburg
      - Gräfin: Ermesinde II. (1197–1247)

    - Mark
      - Graf: Adolf I. (1198–1249)

    - Mecklenburg
      - Fürst: Johann I. (1226/34–1264) (gemeinsame Herrschaft 1226–1234)
      - Fürst: Nikolaus I. (1226/34–1277)
      - Fürst: Heinrich Borwin III. (1226/34–1278)

    - Markgrafschaft Meißen
      - Markgraf: Heinrich III. (1221–1288)

    - Namur
      - Graf: Heinrich II. (1226–1229)

    - Nassau
      - Graf: Heinrich II. der Reiche (1198–1251)

    - Nürnberg
      - Burggraf: Konrad I. (1218–1261)

    - Oldenburg
      - Bruchhausen (gemeinsame Herrschaft)
        - Graf: Heinrich III. (1228/9–1234)
        - Graf: Burchard (1228/9–1233)

      - Oldenburg (gemeinsame Herrschaft)
        - Graf: Christian II. (1209–1233)
        - Graf: Otto I. (1209–1251/52)

      - Wildeshausen (gemeinsame Herrschaft)
        - Graf: Heinrich III. (1198–1234)
        - Graf: Burchard (1199–1233)

    - Ortenberg
      - Graf: Heinrich I. (1186–1241)

    - Österreich
      - Herzog: Leopold VI.  (1198–1230)

    - Pfalz (gemeinsame Herrschaft 1214–1231)
      - Pfalzgraf: Ludwig I. der Kelheimer (1214–1231)
      - Pfalzgraf: Otto II. der Erlauchte (1214/28–1253)

    - Pommern
      - Stettin
        - Herzog: Barnim I. (1220–1278)

    - Ravensberg
      - Graf: Ludwig (um 1220–1249)

    - Saarbrücken
      - Graf: Simon III. (1207–1245)

    - Sachsen
      - Herzog: Albrecht I. (1212–1260)

    - Schwerin
      - Graf: Heinrich I. (1200–1228)
      - Graf: Gunzelin III. (1228–1274)

    - Steiermark
      - Herzog: Leopold VI.  (1194–1230)

    - Tecklenburg
      - Graf: Otto I. (1202–1263/64)

    - Thüringen
      - Landgraf: Hermann II. (1227–1241)

    - Tirol
      - Graf: Albert III. (1190–1253)

    - Veldenz
      - Graf: Gerlach IV. (1214–1254)

    - Waldeck
      - Graf: Volkwin IV. von Schwalenberg (1224–1228)
      - Graf: Adolf I. (1228–1270)

    - Weimar-Orlamünde
      - Graf: Hermann II. (1206–1247)

    - Württemberg
      - Graf: Hartmann I. (1181–1240)
      - Graf: Ludwig III. (1194–1241)

    - Zweibrücken
      - Graf: Heinrich I. (1182–1237)

- Italien
  - Ferrara
    - Podestà: Azzo VII. d’Este (1215–1264)

  - Kirchenstaat
    - Papst: Gregor IX. (1227–1241)

  - Montferrat
    - Markgraf: Bonifatius II. (1225–1253/55)

  - Saluzzo
    - Markgraf: Manfred III. (1215–1244)

  - Savoyen
    - Graf: Thomas I. (1189–1233)

  - Sizilien
    - König: Friedrich I. (1198–1250)

  - Venedig
    - Doge: Pietro Ziani (1205–1229)

- Livland (Schwertbrüderorden)
  - Herrenmeister: Volkwin von Naumburg zu Winterstätten (1209–1236)

- Norwegen
  - König: Håkon IV. Håkonsson (1217–1263)

- Polen
  - Seniorherzog: Władysław III. Dünnbein (1202–1206) (1228–1229)
  - Pommerellen
    - Belgard
      - Herzog: Ratibor (1220–1238) (bis 1233 unter Vormundschaft von Swantopolk II.)

    - Danzig
      - Herzog: Swantopolk II. (1220–1266)

    - Liebschau
      - Herzog: Sambor II. (1220–1272) (bis 1233 unter Vormundschaft von Swantopolk II.)

    - Schwetz
      - Herzog: Wartislaw I. (1220–1229)

- Portugal
  - König: Sancho II. (1223–1248) (1245 de facto abgesetzt)

- Russland
  - Wladimir
    - Großfürst: Juri II. Wsewolodowitsch (1218–1238)

- Schlesien
  - Niederschlesien (Breslau)
    - Herzog: Heinrich I. der Bärtige (1201–1238)

  - Oberschlesien (Oppeln-Ratibor)
    - Herzog: Kasimir I. (1211–1230)

- Schottland
  - König: Alexander II. (1214–1249)

- Schweden
  - König: Erik XI. (1222–1229) (1234–1250)

- Serbien
  - König: Stefan Radoslav (1227–1234)

- Spanien
  - Almohaden: siehe Afrika
  - Aragon
    - König: Jakob I. (1213–1276)

  - Cerdanya
    - Graf: Nuno Sanchez (1223–1242)

  - Galicien
    - König: Alfons IX. (1188–1230)

  - Kastilien
    - König: Ferdinand III. der Heilige (1217–1230)

  - León
    - König: Alfons IX. (1188–1230)

  - Navarra
    - König: Sancho VII. (1194–1234)

  - Urgell
    - Graf: Guerau de Cabrera (1213–1228)
    - Gräfin: Aurembiaix (1208–1213) (1228–1231)

- Ungarn
  - König: Andreas II. (1205–1235)

- Walachei
  - Fürst: Radu I. (1215–1230)

- Wales
  - Deheubarth
    - Fürst: Rhys Gryg (1216–1234)

  - Gwynedd
    - König: Llywelyn der Große (1195–1240)

  - Powys
    - Powys Fadog (Nord-Powys)
      - Fürst: Madog ap Gruffydd Maelor (1191–1236)

    - Powys Wenwynwyn (Süd-Powys)
      - Fürst: Llywelyn der Große (1216–1240)

- Zypern
  - König: Heinrich I. (1218–1253)